# Stictoleptura scutellata

Stictoleptura scutellata је врста инсекта из реда тврдокрилаца (Coleoptera) и породице стрижибуба (Cerambycidae). Сврстана је у потпородицу Lepturinae.

## Распрострањеност
Врста је распрострањена на подручју централне и јужне Европе, Шведске, Кавказа, Велике Британије и Ирана. У Србији је широко распрострањена али најчешће се налазе појединачни примерци. 

## Опис
Глава, пронотум, ноге, покрилца и антене су црне боје. На пронотуму и елитронима је присутна груба и неправилна пунктура. Антене су средње дужине. Дужина тела је од 12 до 20 mm.

## Биологија
Комплетан циклус развића се одвија у периоду од  2 до 3 године. Ларва се развија у мртвом и трулом листопадном дрвећу, а ређе у четинарима. Адулти су активни од маја до августа и могу се срести на биљци домаћину и околном цвећу. Као домаћини јављају се буква, храст, граб, јова, бреза, леска, ариш, итд.

## Синоними
- Leptura scutellata Fabricius, 1781
- Melanoleptura scutellata (Fabricius) Miroshnikov, 1998
- Paracorymbia (Melanoleptura) scutellata (Fabricius) Danilevsky, 2002
- Anoplodera scutellata (Fabricius)
- Corymbia scutellata (Fabricius) Sama, 1988
- Leptura chrysothyreus Schrank, 1798
- Stenocorus funereus Geoffroy, 1785
- Leptura nigra Petagna, 1787 nec Linnaeus, 1758